# Verdunois
Le Verdunois ou Pays verdunois, est la région de Verdun dans le département français de la Meuse.

## Géographie
Avant 1790, la longueur de ce pays était d’environ 66 km du Sud au Nord et sa largeur à peu près pareille de l'Est à l'Ouest.

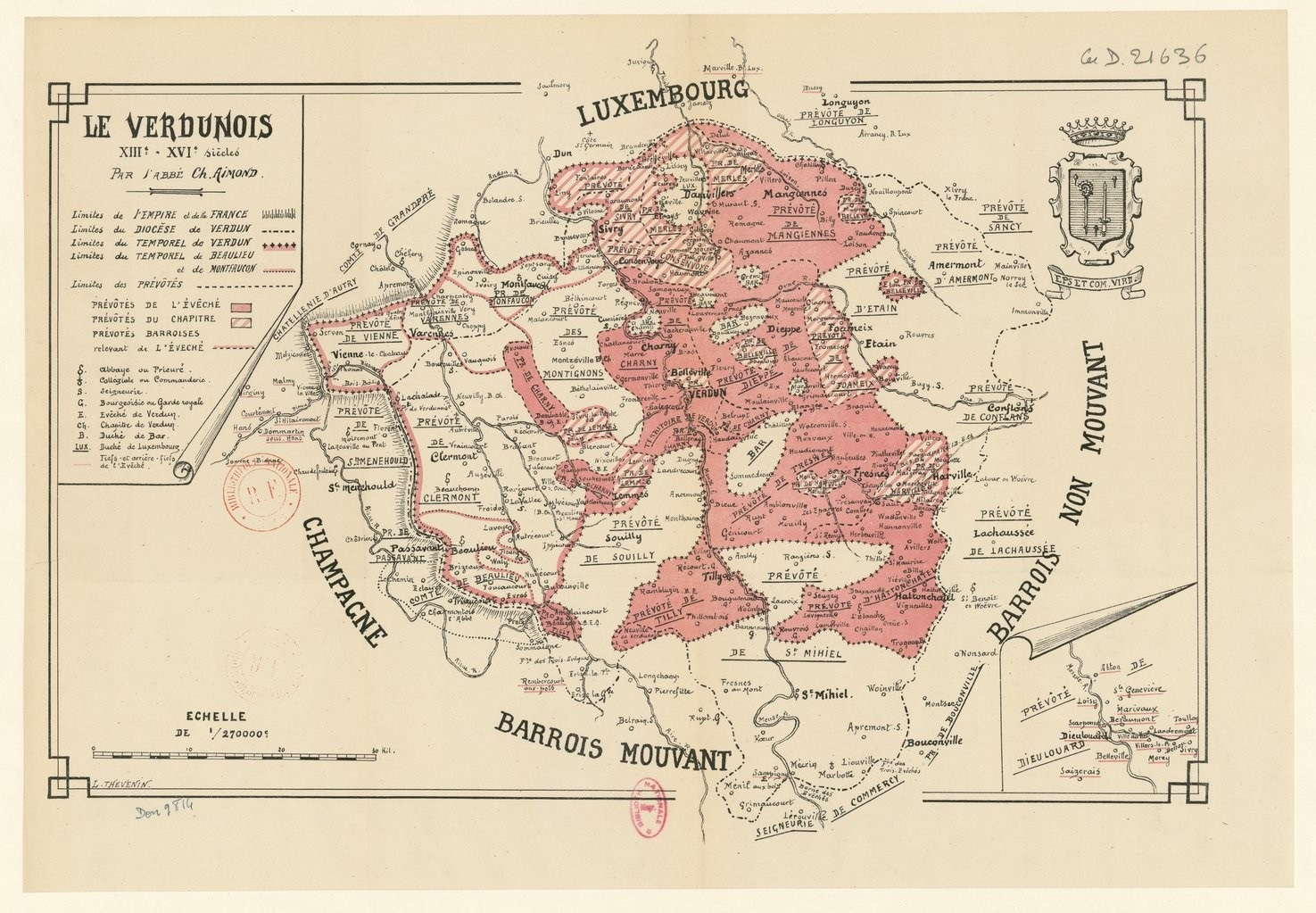
Carte du Verdunois (XIIIe-XVIe siecle), par Charles Aimond.

## Toponymie
Anciennement mentionné : Pagus Virdonensis (709) ;  In pago Vereduninse (755) ; Comitatus Virdunensis (765) ; Pagus Virdunensis (846) ; Viridunenses (870) ; In comitatu Virdunensi (914) ;  In pago Virdunensi (956) ; In pago et comitatu Virdunensi (962) ;  Virdunestum, Virduneseyum (1402) ; Virdunois (1658) ; Diæcesis Virdunensis (1738) ; Virodunenses (1740).
D'autre part, le nom de cette région se trouve dans celui de quelques villages : Beaumont-en-Verdunois (disparu après la Première Guerre mondiale), Belrupt-en-Verdunois, Écurey-en-Verdunois, Neuville-en-Verdunois.

## Histoire
Il était divisé en quatre archidiaconés et en plusieurs petits pays (ou pagi) parmi lesquels était l'Ornois (pagus Ornensis). Plus tard, le Verdunois reçut le titre de gouvernement de Verdun et fut l'un des huit petits gouvernements de l'ancienne France, compris depuis dans le grand gouvernement de Metz-et-Verdun, il se composait de deux districts : la ville et le comté de Verdun, l'évêché de Verdun. L'évêché avait supériorité sur le comté de Clermont et sur les châtellenies de Vienne et de Varennes.